# Anti-Flag
Anti-Flag is een voormalige Amerikaanse punkband uit Pittsburgh, Pennsylvania bestaande uit vier leden: Justin Sane (gitaar, zang). Chris Head (gitaar, zang), Chris #2 (basgitaar, zang) en Pat Thetic (drums). De band stond bekend om zijn teksten rondom politiek activisme, voornamelijk met betrekking tot pacifisme, anti-imperialisme, klassenstrijd en mensenrechten.
In juni 2023 kondigde de band aan uit elkaar te gaan.

## Geschiedenis

### Beginjaren (1988-1996)
Anti-Flag opgericht in 1988 door zanger-gitarist Justin Sane en drummer Pat Thetic. Tijdens de beginperiode van het bestaan van Anti-Flag speelden er veel verschillende bassisten en gitaristen bij de band, waaronder Justins zus Lucy Fester die ook in de band Toothpaste speelde. De band slaagde er niet in om een goed derde lid te vinden en viel in 1989 uit elkaar na het spelen van slechts een show. In 1992 besloten Justin en Pat om de band weer nieuw leven in te blazen en samen met bassist Andy Flag werd er hetzelfde jaar een demoalbum getiteld 17 Songs uitgegeven.

### Eerste drie albums (1996-1999)
In 1996 werd het debuutalbum Die for the Government uitgegeven door New Red Archives. Andy Flag verliet de band in de zomer van 1996 wegens persoonlijke misstanden tussen hem en Justin. Voor een korte tijd in 1996 verving Sean Whelan (van de band Bad Genes) bassist Andy Flag. Tijdens deze periode speelde Sean in een andere band (57 Detective) samen met gitarist Chris Head, die hij voorstelde aan de leden van Anti-Flag.
Begin 1997 begon gitarist Chris Head bas te spelen voor Anti-Flag. In het najaar van 1997 kwam Jamie Cock bij de band spelen als nieuwe bassist en ging Chris Head slaggitaar spelen. De huidige formatie was voltooid in 1999 toen Chris Barker, ook wel bekend als Chris #2, Jamie Cock als bassist verving.
In 1998 bracht de band het eerste verzamelalbum Their System Doesn't Work for You uit. Het album bevat alle negen nummers van het album North America Sucks!!, een splitalbum van Anti-Flag en de Canadese punkband d.b.s., evenals tien niet eerder uitgegeven nummers. De band besloot het album zelf uit te geven via het nieuwe label van Anti-Flag, A-F Records. Dit was de eerste uitgave via dit label.
In 1999 bracht Anti-Flag het studioalbum A New Kind of Army uit via Go-Kart Records en A-F Records. Het album snijdt onderwerpen aan zoals abortus, corruptie, racisme, fascisme, probleemjongeren, politiegeweld, en eenheid binnen de Amerikaanse jeugd. Het bijhorende albumboekje ontvouwde in een poster met daarop de tekst Too smart to fight. Too smart to kill. Join now. A new kind of army. Dit was het keerpunt in de bestaansgeschiedenis van de band waarin Anti-Flag een stuk meer politiek actief werd.

### Fat Wreck Chords (2000-2004)

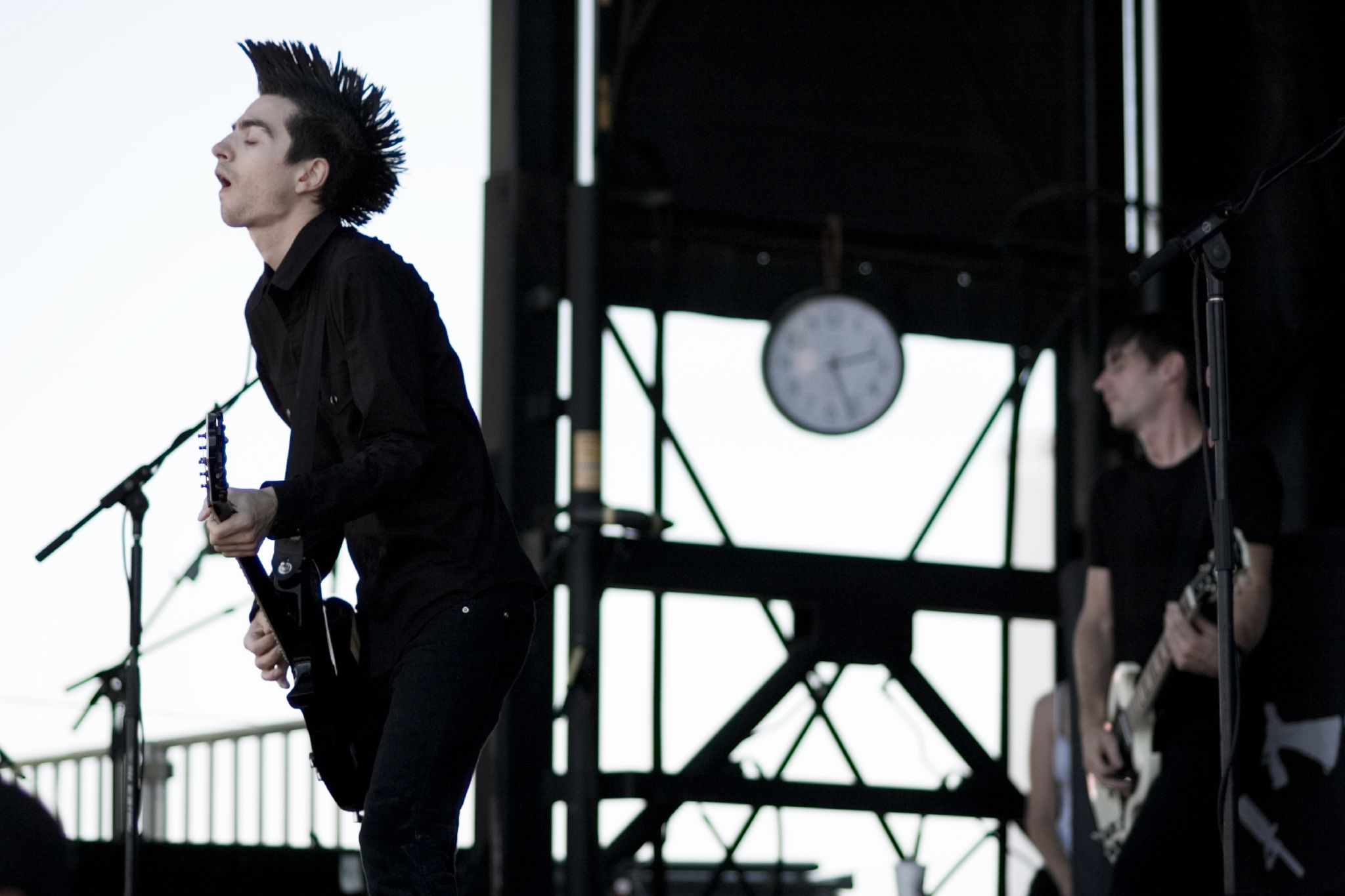
Justin Sane live op Warped Tour in 2006

In 2000 werd Anti-Flag uitgenodigd om deel te nemen aan Warped Tour. Gedurende deze tijd ontmoetten de leden van de Anti-Flag Fat Mike, zanger van de punkband NOFX en eigenaar van het Californische platenlabel Fat Wreck Chords. Deze ontmoeting leidde tot een vriendschap die op zijn beurt weer zou leiden tot uitgegeven van twee albums door Fat Wreck Chords.
In 2001 nam Anti-Flag samen met muziekproducent Mass Giorgini het album Underground Network op, dat werd uitgegeven door Fat Wreck Chords. Met de uitgave van dit album werd Anti-Flag een stuk bekender bij het grote publiek. Qua onderwerp lijkt het album op A New Kind of Army en kaart het onderwerpen aan als fascisme en het buitenlands beleid van de Verenigde Staten. In februari 2002 bracht de band het album Mobilize uit via het eigen label A-F Records. Het album bevat acht niet eerder uitgegeven nummers en acht live nummers die al eerder als studio opname waren verschenen op andere albums. In de nasleep van de terreuraanslagen op 11 september In Amerika sprak de band zich uit tegen de aankomende oorlog in Afghanistan met het nummer "911 for Peace". Veel muziekwinkels haalden de platen van de band uit de schappen en hun muziek werd bestempeld als "anti Amerikaans". In 2003 werd het album The Terror State uitgegeven op Fat Wreck Chords. Het album bekritiseerde met name de War on Terror van toenmalige president George W. Bush.

### RCA Records (2005-2009)
In 2005 tekende Anti-Flag een contract voor twee studioalbums bij het grote platenmaatschappij RCA Records. In een interview met The Guardian verklaarde Justin Sane de beslissing van Anti-Flag om naar een groot label te gaan.
We've been approached by the major labels over the past seven or eight years but we thought we were having an impact where we were. They were never willing to give us complete control. This time they were willing to give us complete control over what we record, the artwork, who we tour with. We won't be censored.
De eerste van deze twee albums, For Blood and Empire, werd uitgebracht op 21 maart 2006. Het belangrijkste thema van het album is de kritiek van de band de manier waarop de War on Terrorism is doorgevoerd. Op 25 november maakte Anti-Flag op de officiële site bekend dat het nieuwe album The Bright Lights of America zou gaan heten. Het werd geproduceerd door Tony Visconti en werd uitgebracht op 1 april 2008. De single "The Bright Lights Of America" werd exclusief uitgebracht op iTunes op 12 februari 2008. Een videoclip voor het nummer werd een paar weken later uitgebracht.

### SideOneDummy (2009-2014)
Op 30 september 2008 maakte Chris #2 bekend via zijn blog bekend dat aan het werk was gegaan met het zevende studioalbum. Op 2 december begon de band met het opnemen van het album. Op 31 maart 2009 maakte Anti-Flag bekend dat het album uitgegeven zou worden door SideOneDummy Records op 9 juni 2009.
Op 21 juni 2011 kondigde Justin Sane aan dat Anti-Flag aan materiaal voor een nieuw album zou gaan werken en dat de band hoopte het album die herfst uit te laten geven. De toenmalige werktitel van het album was Magnum. Het achtste studioalbum getiteld The General Strike werd uitgegeven op 20 maart 2012.
In juni 2014 werd er bekendgemaakt dat Anti-Flag binnenkort het nieuwe album A Document of Dissent: 1993-2013 zou gaan uitgeven via Fat Wreck Chords. Het album is een verzamelalbum dat nummers bevat die zijn opgenomen tussen 1993 en 2013. Het is de eerste uitgave van de band via Fat Wreck Chords sinds The Terror State uit 2003. Het album werd uitgegeven op 21 juli 2014.

### Spinefarm Records enAmerican Spring(2015-2023)
Op 16 januari 2015 maakte de band bekend dat het negende studioalbum American Spring getiteld zou gaan worden en dat het via Spinefarm Records uitgegeven zou worden.  the band announced they would release their ninth studio album titled American Spring, via Spinefarm Records. Het album werd uitgegeven op 26 mei 2015. Later in 2015 werd er een verzamelalbum uitgegeven getiteld Cease Fires dat twee niet eerder uitgegeven nummers bevat die zijn opgenomen tijdens de opnamesessies voor het album American Spring. Daarnaast staan er twaalf nummers op die al eerder op verscheidene ep's waren verschenen. Het werd op 18 december 2015 uitgegeven.

## Naam en kritiek
De artwork voor het album A New Kind of Army uit 1999 bevat een bijhorend albumboekje waarin Anti-Flag uitlegt wat de naam betekent en waar die voor staat, evenals waar de band zelf voor staat.
Anti-Flag does not mean anti-American. Anti-Flag means anti-war. Anti-Flag means the common people of the world are better off living in unity and peace. Anti-Flag means to stand against corporate greed that hurts millions while benefiting a handful of extremely rich. Anti-Flag means to fight against mindless nationalism. Anti-Flag means unity.
In 2005 tekende de band een contract voor twee albums bij het grote label RCA, onderdeel van Sony BMG. Dat kwam hen op kritiek te staan omdat het in tegenspraak leek te zijn met de antikapitalistische houding van de band. Anti-Flag verklaarde dat een van de redenen voor de overstap de grotere verspreidingsmogelijkheden van hun albums was, gecombineerd met het feit dat RCA hun volledige artistieke vrijheid wilde bieden.

## Bandleden
| Laatste samenstelling - Justin Sane - zang, slaggitaar, leadgitaar, achtergrondzang (1988-2023) - Chris #2 - zang, basgitaar, achtergrondzang (1999-2023) - Chris Head - gitaar, slaggitaar, achtergrondzang (1997-2023) - Pat Thetic - drums, percussie (1988-2023) | Voormalige leden - Andy Flag - basgitaar (1993-1996) - Lucy Fester - basgitaar (1988-1989) - Sean Whelan - basgitaar (1998) - Jamie "Cock" Towns - basgitaar (1997-1999) |

Tijdlijn

## Discografie

### Discografie
| Album met eventuele hitnotering(en) in de Nederlandse Album Top 100 | Datum van verschijnen | Datum van binnenkomst | Hoogste positie | Aantal weken | Opmerkingen                                      |
| ------------------------------------------------------------------- | --------------------- | --------------------- | --------------- | ------------ | ------------------------------------------------ |
| Kill Kill Kill                                                      | 1995                  | -                     |                 |              | Debuut EP                                        |
| Die for the Government                                              | 20-08-1996            | -                     |                 |              | Debuutalbum Laatste album met Andy Flag          |
| A New Kind of Army                                                  | 25-05-1999            | -                     |                 |              | Eerste album met Chris Head en Chris "#2" Barker |
| Underground Network                                                 | 24-04-2001            | -                     |                 |              |                                                  |
| Mobilize                                                            | 19-02-2002            | -                     |                 |              |                                                  |
| The Terror State                                                    | 21-10-2003            | -                     |                 |              |                                                  |
| For Blood and Empire                                                | 21-03-2006            | -                     |                 |              |                                                  |
| A Benefit for Victims of Violent Crime                              | 02-10-2007            | -                     |                 |              | EP                                               |
| The Bright Lights of America                                        | 01-04-2008            | -                     |                 |              |                                                  |
| The People or the Gun                                               | 09-06-2009            | -                     |                 |              |                                                  |
| Which Side Are You On?                                              | 09-06-2009            | -                     |                 |              | EP                                               |
| The General Strike                                                  | 20-03-2012            | -                     |                 |              |                                                  |
| 20 Years of Hell                                                    | 21-07-2013            | -                     |                 |              | EP                                               |
| American Spring                                                     | 26-05-2015            | -                     |                 |              |                                                  |
| Live Vol. 1                                                         | 20-01-2017            | -                     |                 |              | Livealbum                                        |
| American Fall                                                       | 03-11-2017            | -                     |                 |              |                                                  |
| Live Vol. 2                                                         | 09-08-2019            | -                     |                 |              | Livealbum                                        |
| 20/20 Vision                                                        | 17-01-2020            | -                     |                 |              |                                                  |
| Lies They Tell Our Children                                         | 06-01-2023            | -                     |                 |              | Laatste album                                    |